# Scutigerella thaleri
Scutigerella thaleri är en mångfotingart som beskrevs av Ulf Scheller 1966. Scutigerella thaleri ingår i släktet norddvärgfotingar, och familjen snabbdvärgfotingar. Inga underarter finns listade i Catalogue of Life.